# Municipio de Walnut (condado de Dallas)
El municipio de Walnut (en inglés: Walnut Township) es un municipio ubicado en el condado de Dallas en el estado estadounidense de Iowa. En el año 2010 tenía una población de 22310 habitantes y una densidad poblacional de 235,19 personas por km².

## Geografía
El municipio de Walnut se encuentra ubicado en las coordenadas 41°38′50″N 93°52′55″O / 41.64722, -93.88194. Según la Oficina del Censo de los Estados Unidos, el municipio tiene una superficie total de 94.86 km², de la cual 94.85 km² corresponden a tierra firme y (0.01%) 0.01 km² es agua.

## Demografía
Según el censo de 2010, había 22310 personas residiendo en el municipio de Walnut. La densidad de población era de 235,19 hab./km². De los 22310 habitantes, el municipio de Walnut estaba compuesto por el 93.45% blancos, el 1.12% eran afroamericanos, el 0.17% eran amerindios, el 3.33% eran asiáticos, el 0.04% eran isleños del Pacífico, el 0.72% eran de otras razas y el 1.17% pertenecían a dos o más razas. Del total de la población el 2.75% eran hispanos o latinos de cualquier raza.